# Rock'n'roll attitude (chanson)
Pour l'album du même nom de Johnny Hallyday, voir Rock'n'Roll Attitude.
Singles de Johnny Hallyday
Le Chanteur abandonné
(1985) Quelque chose de Tennessee
(1985)
Rock'n'roll attitude est une chanson de Johnny Hallyday, écrite et composée par Michel Berger. Second extrait de l'album du même nom, elle sort en single en septembre 1985. 

## Histoire
Le clip de la chanson est réalisé par Bernard Schmitt, à Paris et également durant la Fête de l'Humanité.

## Discographie
1985 :
- 26 juin album Rock'n'roll attitude Philips 824824[5]

Septembre :
- 45 tours Philips 884081-7[5] : Rock'n'roll attitude, La blouse de l'infirmière
- Maxi 45 tours Philips 884081-1 (il s'agit du premier Maxi 45 tours commercialisé de Johnny Hallyday ; ceux précédemment réalisés furent tous des hors-commerce[6]) : Rock'n'roll attitude (version remix; 5:20), La blouse de l'infirmière (3:35)

Discographie live :
- 1988 : Johnny à Bercy et Live at Montreux 1988 (album resté inédit jusqu'en 2008)
- 1993 : Bercy 92
- 1998 : Stade de France 98 Johnny allume le feu (en duo avec Pascal Obispo)
- 2000 : Olympia 2000
- 2013 : On Stage

## Réception
| Classement (2017) | Meilleure place |
| ----------------- | --------------- |
| France (SNEP)     | 118             |